# 愛知県道343号則定豊田線
愛知県道343号則定豊田線（あいちけんどう343ごう のりさだとよたせん）は、愛知県豊田市内を通る愛知県の一般県道である。

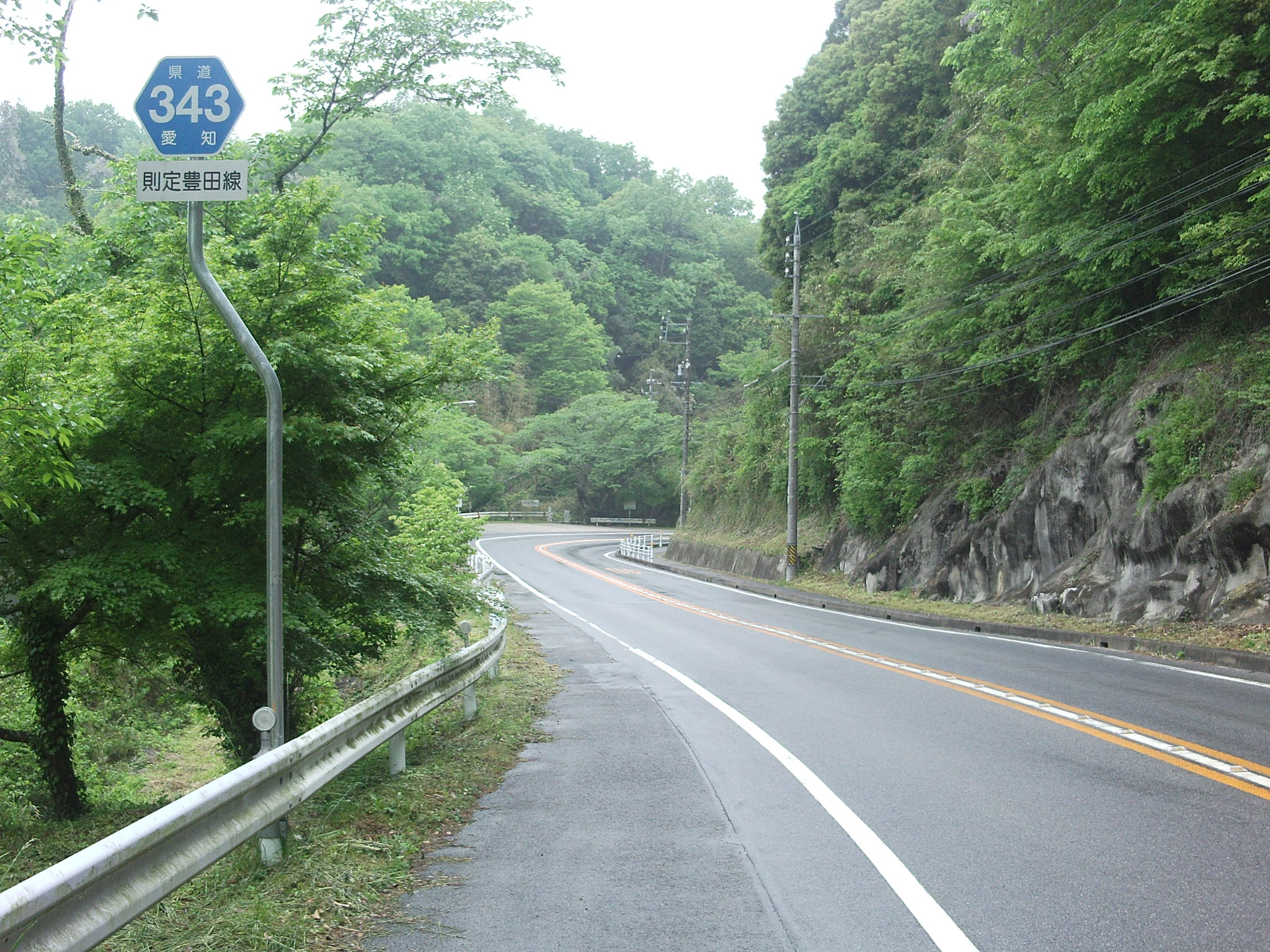
起点の則定町。この付近は秋になれば紅葉が色づく。則定町の一部･霧山町･幸海町の一部区間は足助街道の古いルートである。

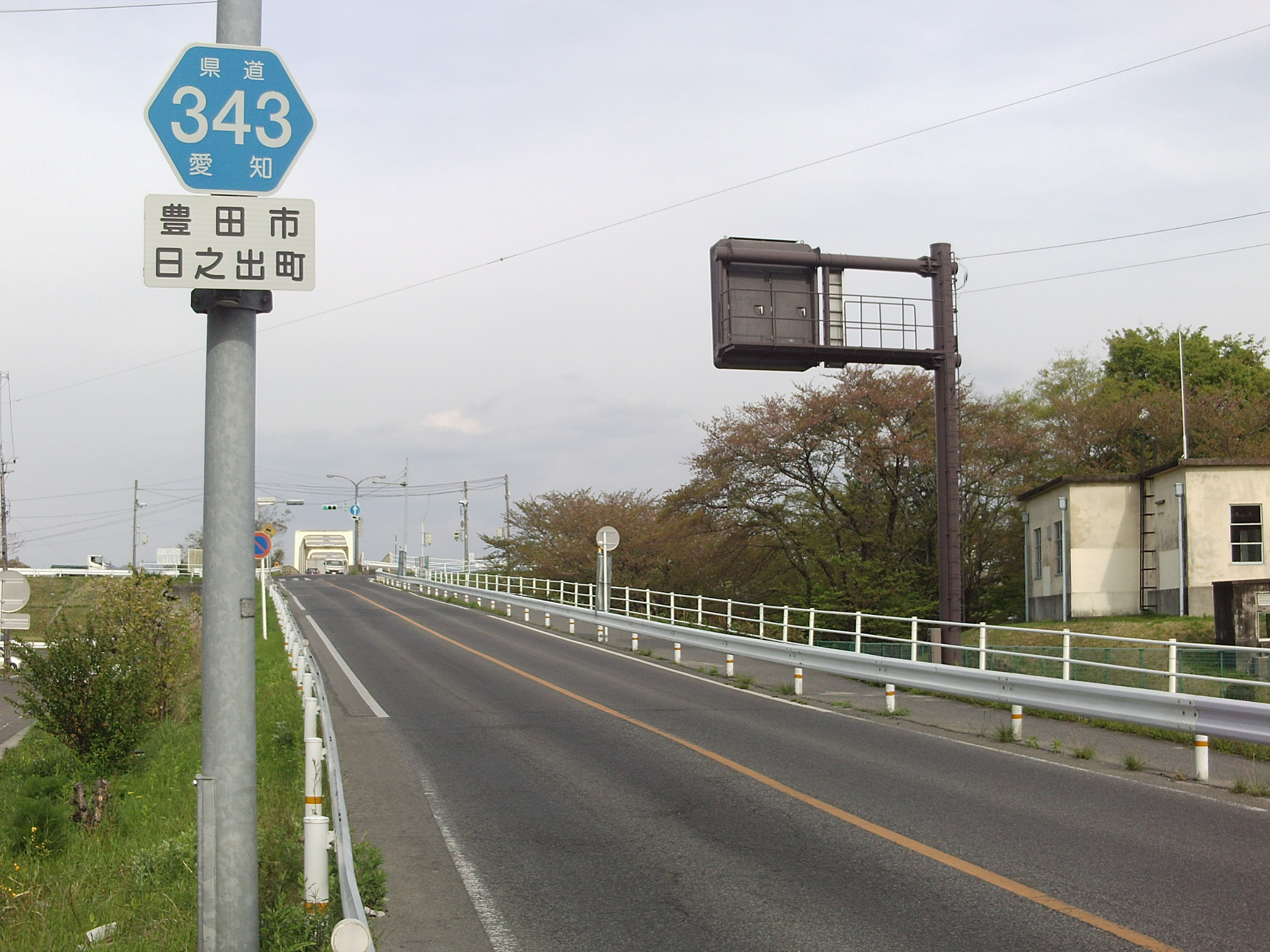
日之出町。ここまでくれば豊田市の市街地域である。

## 概要
旧足助町の南西端と豊田市中心部を結んでいて、この区間では国道153号のバイパス的存在である。途中、東海環状自動車道のハイウェイオアシス横を通るなど利用度が高い。

### 路線データ
- 起点：愛知県豊田市則定町
- 終点：愛知県豊田市平芝町

## 沿革
- 1959年12月15日 認定

## 通過する自治体
- 愛知県
  - 豊田市

## 接続路線
- 愛知県道39号岡崎足助線（足助街道）（豊田市則定町：穂積橋北）
- 愛知県道487号松平志賀中金線（豊田市幸海町・矢並町間で重複）
- 東海環状自動車道（鞍ヶ池SIC）
- 豊田市道外環状線（岩滝町高入交差点）
- 豊田市道内環状線（高橋町4丁目交差点）
- 愛知県道340号細川豊田線（高橋町2丁目交差点）
- 国道153号・国道419号（豊田南北線）（久保町2丁目交差点）
- 国道155号・国道248号（挙母小学校南交差点）

## 周辺
- 豊田市立則定小学校
- 豊田市立寺部小学校
- 豊田市立高橋中学校
- 豊田市立高橋幼稚園
- 東海環状自動車道
  - 鞍ヶ池SIC（ETC専用）
  - 鞍ヶ池PA（ハイウェイオアシス）
- 鞍ケ池公園
- 豊田カントリー倶楽部
- トヨタ鞍ヶ池記念館
- イオン高橋店（グリーンシティ）
- 豊田スタジアム
- 矢作川緑地川田公園
- クロスモール豊田陣中
- 名鉄三河線 豊田市駅

## バス路線
- 名鉄バス：豊田市 - 則定 - 足助

## 別名
- 足助街道（豊田市、岡崎市）
- いちょう通り（豊田市）